# Lisbeth Grönfeldt Bergman
Lisbeth Grönfeldt Bergman (ur. 20 września 1948 w Göteborgu) – szwedzka polityk, samorządowiec, parlamentarzystka krajowa, od 2000 do 2004 posłanka do Parlamentu Europejskiego.
Zaangażowała się w działalność Umiarkowanej Partii Koalicyjnej. Pracowała jako konsultant, była także radną Göteborga. W zarządzie miejskim przez kilka lat odpowiadała za nieruchomości i turystykę.
W kwietniu 2000 objęła mandat posłanki do Europarlamentu V kadencji, zastępując Staffana Burenstama Lindera. Należała do grupy chadeckiej, pracowała m.in. w Komisji Gospodarczej i Walutowej. W PE zasiadała do lipca 2004. Pełniła funkcję wiceprzewodniczącej związku małej i średniej przedsiębiorczości przy Europejskiej Partii Ludowej. Od 2006 do 2010 była deputowaną do szwedzkiego Riksdagu, reprezentując gminę Göteborg.